# Calcio Padova 1998-1999
Questa pagina raccoglie i dati riguardanti il Calcio Padova nelle competizioni ufficiali della stagione 1998-1999.

## Stagione
L'annata 1998-1999 non si è rivelata felice per i biancoscudati. In campionato hanno terminato il campionato al 14º posto e perso i Play-out con il Lecco retrocedendo in quarta serie. 
Emblematica è stata la partita Padova-Varese del 3 aprile 1999, valida per la 28ª giornata del girone A della Serie C1: a tre minuti dal termine della sfida, mentre i padroni di casa stavano agevolmente conducendo (2-0), l'allenatore Fedele sostituisce il 20enne Barone con il 23enne Landonio; il regolamento dell'epoca, tuttavia, imponeva a ogni squadra di schierare almeno un calciatore under 21 per tutti i 90 minuti. A causa di questo clamoroso errore tecnico dell'allenatore patavino, i biancoscudati perdono la partita (0-2) a tavolino; questa sconfitta si rivela decisiva per la retrocessione finale del Padova.
Nella Coppa Italia dopo aver superato nel primo turno la Reggiana ai tempi supplementari nella dara di ritorno, si sono arresi alla Fiorentina di Gabriel Batistuta e Rui Costa nel doppio confronto. Mentre nella Coppa Italia Serie C invece sono stati eliminati nei sedicesimi di finale dal Cittadella, perdendo entrambe le partite.
Capocanniere in campionato è stato Giampaolo Saurini con 9 reti, seguito da Buscè e Fiorio con 5 reti, Barone con 4, Cartini e De Zerbi con 2 e Campana, D'Aloisio e Fig con 1.

## Rosa
| N. |                   | Ruolo | Calciatore            |
| -- | ----------------- | ----- | --------------------- |
|    | Italia (bandiera) | P     | Mauro Bacchin         |
|    | Italia (bandiera) | P     | Luca Castellazzi      |
|    | Italia (bandiera) | P     | Andrea Pinzan         |
|    | Italia (bandiera) | P     | Stefano Visi          |
|    | Italia (bandiera) | D     | Omar Volfango Campana |
|    | Italia (bandiera) | D     | Alessandro Cartini    |
|    | Italia (bandiera) | D     | Filippo Cristante     |
|    | Italia (bandiera) | D     | Marino D'Aloisio      |
|    | Italia (bandiera) | D     | Franco Gabrieli       |
|    | Italia (bandiera) | D     | Pier Luigi Nicoli     |
|    | Italia (bandiera) | D     | Massimiliano Ossari   |
|    | Italia (bandiera) | D     | Rosario Pergolizzi    |
|    | Italia (bandiera) | D     | Massimiliano Rosa     |
|    | Italia (bandiera) | D     | Giovanni Serao        |
|    | Italia (bandiera) | D     | Gianluca Zattarin     |
|    | Italia (bandiera) | C     | Simone Barone         |
|    | Italia (bandiera) | C     | Antonio Buscè         |
|    | Italia (bandiera) | C     | Marco Cento           |
|    | Italia (bandiera) | C     | Vanni Chiarotto       |

| N. |                      | Ruolo | Calciatore            |
| -- | -------------------- | ----- | --------------------- |
|    | Italia (bandiera)    | C     | Federico Coppola      |
|    | Italia (bandiera)    | C     | Nicola De Paoli       |
|    | Italia (bandiera)    | C     | Roberto De Zerbi      |
|    | Italia (bandiera)    | C     | Fabrizio Ferrigno     |
|    | Italia (bandiera)    | C     | Marco Ferro           |
|    | Danimarca (bandiera) | C     | Thomas Fig            |
|    | Italia (bandiera)    | C     | Luca Landonio         |
|    | Italia (bandiera)    | C     | Christian Lantignotti |
|    | Italia (bandiera)    | C     | Gianni Margheriti     |
|    | Italia (bandiera)    | C     | Emanuele Pellizzaro   |
|    | Italia (bandiera)    | C     | Pasquale Suppa        |
|    | Italia (bandiera)    | A     | Giovanni Cornacchini  |
|    | Italia (bandiera)    | A     | Flavio Fiorio         |
|    | Nigeria (bandiera)   | A     | Mast Hashimu Garba    |
|    | Italia (bandiera)    | A     | Marco Martini         |
|    | Italia (bandiera)    | A     | Vincenzo Mazzeo       |
|    | Italia (bandiera)    | A     | Stefano Polesel       |
|    | Italia (bandiera)    | A     | Giampaolo Saurini     |
|    | Italia (bandiera)    | A     | Massimo Spagnolli     |

## Risultati

### Serie C1

#### Girone di andata
| Arbitro: | Cassarà (Palermo) |

|             |           |  |
| Pantano 54’ | Marcatori |  |

| Padova 13 settembre 1998 2ª giornata | Padova             | 0 – 0 | Brescello | Stadio Euganeo\| Arbitro: \| Palmieri (Cosenza) \| |
| Arbitro:                             | Palmieri (Cosenza) |       |           |                                                    |

| Montevarchi 20 settembre 1998 3ª giornata | Montevarchi          | 0 – 0 | Padova | Stadio Gastone Brilli Peri\| Arbitro: \| Calcagno (Nichelino) \| |
| Arbitro:                                  | Calcagno (Nichelino) |       |        |                                                                  |

| Padova 27 settembre 1998 4ª giornata | Padova             | 0 – 0 | Saronno | Stadio Euganeo\| Arbitro: \| Palmieri (Cosenza) \| |
| Arbitro:                             | Palmieri (Cosenza) |       |         |                                                    |

| Arbitro: | Cassarà (Palermo) |

|                           |           |               |
| Grossi 64’ G. Capuano 74’ | Marcatori | 65’ S. Barone |

| Arbitro: | Linfatici (Viareggio) |

|               |           |              |
| Spagnolli 77’ | Marcatori | 37’ Giacomin |

| Arbitro: | Cassarà (Palermo) |

|                      |           |            |
| Albieri 90+3’ (rig.) | Marcatori | 69’ Fiorio |

| Arbitro: | Ferone (Terni) |

|                                           |           |  |
| Fiorio 15’ (rig.) Buscè 20’ S. Barone 58’ | Marcatori |  |

| Arbitro: | Saccani (Mantova) |

|                |           |  |
| Pietranera 33’ | Marcatori |  |

| Arbitro: | Verrucci (Fermo) |

|  |           |             |
|  | Marcatori | 69’ Saudati |

| Arbitro: | Cassarà (Palermo) |

|          |           |                 |
| Zago 26’ | Marcatori | 22’ Cornacchini |

| Arbitro: | Lambertini (Bologna) |

|            |           |  |
| Fiorio 14’ | Marcatori |  |

| Arbitro: | Saccani (Padova) |

|                  |           |            |
| Fantini 13’, 90’ | Marcatori | 87’ Fiorio |

| Arbitro: | Cavuoti (Vasto) |

|                 |           |  |
| S. Barone 90+1’ | Marcatori |  |

| Arbitro: | Cecotti (Udine) |

|                                   |           |                                     |
| Polidori 11’, 52’ Favi 57’ (rig.) | Marcatori | 47’ (rig.) Fiorio 90+2’ Cornacchini |

| Arbitro: | Verrucci (Fermo) |

|                       |           |               |
| Suppa 37’ Saurini 81’ | Marcatori | 90+4’ Birarda |

| Arbitro: | Verrucci (Fermo) |

|                                                    |           |                         |
| Scazzola 33’ (rig.) Bertolini 50’ Zerbini 67’, 75’ | Marcatori | 62’ (aut.) D. Gasparini |

#### Girone di ritorno
| Arbitro: | N. Ayroldi (Molfetta) |

|             |           |             |
| Campana 40’ | Marcatori | 64’ Pantano |

| Arbitro: | Battaglia (Messina) |

|  |           |                    |
|  | Marcatori | 35’, 90+1’ Saurini |

| Arbitro: | G. Rossi (Rimini) |

|              |           |                       |
| De Zerbi 39’ | Marcatori | 69’ (rig.) Affatigato |

| Arbitro: | Evangelista (Avellino) |

|  |           |                                            |
|  | Marcatori | 12’ Suppa 69’ D'Aloisio 78’ (rig.) Saurini |

| Padova 14 febbraio 1999 22ª giornata | Padova                | 0 – 0 | Alzano Virescit | Stadio Euganeo\| Arbitro: \| S. Ayroldi (Molfetta) \| |
| Arbitro:                             | S. Ayroldi (Molfetta) |       |                 |                                                       |

| Arbitro: | Silvestrini (Macerata) |

|               |           |           |
| Rimondini 60’ | Marcatori | 88’ Suppa |

| Arbitro: | D'Agostini (Frosinone) |

|                     |           |                                   |
| De Zerbi 64’ (rig.) | Marcatori | 45+1’, 71’ Ginestra 76’ Assennato |

| Arbitro: | Borelli (Roma) |

|                                           |           |          |
| Migliorini 34’ D'Ainzara 67’ Ghizzani 86’ | Marcatori | 8’ Buscè |

| Arbitro: | Gasperoni (Ancona) |

|           |           |          |
| Buscè 38’ | Marcatori | 79’ Pari |

| Arbitro: | Cavuoti (Vasto) |

|                     |           |  |
| Rocchi 1’ Salvi 82’ | Marcatori |  |

| Arbitro: | Ferraro (Crotone) |

|                           |           |  |
| S. Barone 16’ Saurini 88’ | Marcatori |  |

| Arbitro: | Palmieri (Cosenza) |

|           |           |  |
| Taldo 87’ | Marcatori |  |

| Padova 18 aprile 1999 30ª giornata | Padova                | 0 – 0 | Livorno | Stadio Euganeo\| Arbitro: \| S. Ayroldi (Molfetta) \| |
| Arbitro:                           | S. Ayroldi (Molfetta) |       |         |                                                       |

| Arbitro: | Lombardi (Lanciano) |

|              |           |           |
| Zampagna 53’ | Marcatori | 82’ Buscè |

| Arbitro: | Silvestrini (Macerata) |

|                    |           |  |
| Saurini 43’ (rig.) | Marcatori |  |

| Arbitro: | Ayroldi (Molfetta) |

|  |           |                                |
|  | Marcatori | 18’, 81’ Saurini 55’ S. Barone |

| Arbitro: | Cassarà (Palermo) |

|                       |           |  |
| Saurini 17’ Buscè 40’ | Marcatori |  |

#### Play-out
| Arbitro: | Gabriele (Frosinone) |

|             |           |              |
| Calabro 11’ | Marcatori | 9’ S. Barone |

| Arbitro: | Saccani (Mantova) |

|  |           |               |
|  | Marcatori | 41’ Bertolini |

### Coppa Italia
| Arbitro: | Bonfrisco (Monza) |

|                           |           |             |
| Serao 32’ Cornacchini 86’ | Marcatori | 19’ Guidoni |

| Arbitro: | Fausti (Milano) |

|                                                                     |                      |                                                                       |
| Neri 32’ (rig.) Cimarelli 89’                                       | Marcatori            | 16’ Suppa                                                             |
| Sullo Cimarelli Ponzo Guidoni Cappellacci Lemme Pantanelli Scarponi | Tiri di rigore 5 – 6 | Cristante Margheriti Spagnolli Campana Pergolizzi Suppa M. Rosa Serao |

| Arbitro: | Bolognino (Milano) |

|  |           |                 |
|  | Marcatori | 86’ C. Esposito |

| Arbitro: | Pirrone (Messina) |

|                             |           |  |
| Batistuta 69’ Rui Costa 82’ | Marcatori |  |

### Coppa Italia Serie C
| Arbitro: | Cecotti (Udine) |

|                      |           |               |
| Pianu 62’ Scarpa 76’ | Marcatori | 42’ Spagnolli |

| Arbitro: | Dondarini (Finale Emilia) |

|              |           |                        |
| Spagnolli 4’ | Marcatori | 18’ Pianu 90+1’ Scarpa |